# Lobach (Bevern)
Lobach ist ein Dorf zugehörig zum Flecken Bevern bei Holzminden in Niedersachsen.

## Geographie
Lobach ist ein an der Bundesstraße 64 gelegener Ort, einen Kilometer östlich von Bevern im südniedersächsischen Landkreis Holzminden gelegen. Entlang des Ortes verläuft der Lobach, welcher südlich des Ortes in den Beverbach mündet.

## Geschichte
Geschichtlich wird Lobach erstmals 1202 erwähnt, kann jedoch vermutlich auf eine wesentlich längere Geschichte zurückblicken.
Nördlich des Ortes lag die historische Telegraphenstation 28 des Preußischen optischen Telegrafen.

## Vereine
Im Ort gibt es eine Freiwillige Feuerwehr, einen Schützenverein und den DRK-Ortsverein Lobach.

## Verkehr
Der Ort hat eine direkte Anschlussstelle an die B 64, die ab hier in südwestliche Richtung zur Schnellstraße heraufgestuft wird. Entlang des Ortes verläuft der Europaradweg R1.